# Districtul Soem Ngam
Soem Ngam (în thailandeză เสริมงาม) este un district (Amphoe) din provincia Lampang, Thailanda, cu o populație de 32.714 locuitori și o suprafață de 631,727 km².

## Componență
Districtul este subdivizat în 4 subdistricte (tambon), care sunt subdivizate în 42 de sate (muban). 
| Nr. | Nume       | În thailandeză | Sate | Locuitori |
| --- | ---------- | -------------- | ---- | --------- |
| 1.  | Thung Ngam | ทุ่งงาม          | 11   | 8,211     |
| 2.  | Soem Khwa  | เสริมขวา        | 12   | 7,344     |
| 3.  | Soem Sai   | เสริมซ้าย        | 10   | 8,347     |
| 4.  | Soem Klang | เสริมกลาง       | 09   | 8,366     |